# Condado de Halifax (Virginia)
El condado de Halifax es un condado del estado de Virginia, Estados Unidos. Tiene una población estimada, a mediados de 2022, de 33 644 habitantes.
La sede del condado es Halifax.

## Geografía
Según la Oficina del Censo, el condado tiene una superficie total de 2149 km², de los cuales 2118 km² corresponden a tierra firme y 31 km² están cubiertos de agua.

### Condados adyacentes
- Condado de Campbell (noroeste)
- Condado de Charlotte (noreste)
- Condado de Mecklenburg (este)
- Condado de Granville (Carolina del Norte) (sureste)
- Condado de Person (Carolina del Norte) (sur)
- Condado de Caswell (Carolina del Norte) (suroeste)
- Condado de Pittsylvania (oeste)

## Demografía

### Censo de 2020
Según el censo de 2020, en ese momento la población del condado era de 34 022 habitantes. La densidad poblacional era de 16/km².  
| Raza                   | Núm.   | Porc.  |
| ---------------------- | ------ | ------ |
| Blancos                | 20 420 | 60.02% |
| Afroamericanos         | 11 791 | 34.66% |
| Amerindios             | 27     | 0.23%  |
| Asiáticos              | 218    | 0.64%  |
| Isleños del Pacífico   | 6      | 0.02%  |
| De otras razas         | 440    | 1.29%  |
| De una mezcla de razas | 1070   | 3.15%  |

Del total de la población, el 2.23% eran hispanos o latinos de cualquier raza.

### Estimación 2017-2021
De acuerdo con la estimación 2017-2021 de la Oficina del Censo, los ingresos medios de los hogares del condado son de $45,962 y los ingresos medios de las familias son de $59,109. Los ingresos per cápita en los últimos doce meses, medidos en dólares de 2021, son de $24,899. Alrededor del 15.1% de la población está por debajo de la línea de pobreza.

## Municipios
- Halifax
- Scottsburg
- South Boston
- Virgilina

## Comunidades

### Lugares designados por el censo (Census-designated places,CDP)
- Clover
- Cluster Springs
- Mountain Road
- Nathalie
- Riverdale

### Aldeas
- Alton
- Cody
- Crystal Hill
- Delila
- Ingram
- Midway (cerca de Buffalo Springs)
- Midway (cerca de Scottsburg)
- Turbeville
- Vernon Hill